# Viki Grošelj
Viktor Grošelj (bolje znan kot Viki Grošelj), slovenski alpinist, planinski vodnik, gorski reševalec, športni pedagog in pisatelj, 3. junij 1952, Gunclje pri Ljubljani.
Viki Grošelj je Slovenec z največ preplezanimi osemtisočaki in prvi Slovenec, ki se je povzpel na vse najvišje vrhove kontinentov.
Pleza od leta 1967, od takrat je tudi član alpinističnega odseka Ljubljana Matica. Alpinizem je bil njegov prvi šport, z njim je začel na plezališču Turnc (kratke stene na vznožju Šmarne gore). Nevarnost alpinizma je izkusil šele, ko je imel 18 let in se mu je v francoskih Alpah smrtno ponesrečil brat Silvo (1948—1970).
V svojem alpinističnem delovanju se je veliko ukvarjal z vzgojo, še posebej od leta 1980, ko je na Visoki šoli za telesno kulturo diplomiral z nalogo Sistem alpinistične vzgoje. Na številnih predavanjih opisuje svoja gorska doživetja. Leta 2001 je bil pobudnik ustanovitve slovenske sekcije Mountain Wilderness International, mednarodnega združenja, ki se bori za zaščito neokrnjenega gorskega sveta doma in v svetu. Med leti 2001 in 2004 je bil tudi njen generalni sekretar.
Kot alpinist se je vzpel na številne domače in tuje gore ter sodeloval na več kot tridesetih odpravah v izvenevropska gorstva. V Himalaji je opravil enajst vzponov na vrhove desetih od štirinajstih osemtisočakov.
V svoji karieri si je zadal tri alpinistične projekte: 8000 + (povzpeti se na čim več osemtisočakov), najvišji vrhovi celin (povzpeti se na najvišje vrhove vseh celin) in na smučeh od 0 preko 8000 metrov (smučati na različnih nadmorskih višinah).

## Vzponi na osemtisočake
Grošelj je projekt osem tisoč sprožil leta 1988, ko je imel za sabo pet osemtisočakov. Leta 1994 je Grošelj po rojstvu sina ugotovil, da ni več pripravljen tvegati toliko kot nekoč, zato je projekt opustil. Vzpel se je na deset od štirinajstih osemtisočakov.
- 10. 10. 1975 Makalu, 8463 m, nova smer v južni steni (odprava je potekala pod vodstvom Aleša Kunaverja, s tem vzponom so slovenski himalajizem spravili na svetovno raven);
- 4. 5. 1984 Manaslu, 8163 m, južna stena,  ponovitev Messnerjeve smeri, alpski slog od višine 5700 m naprej. Osvojena točka C3 in ne sam vrh (C4). Odprava na Manaslu je potekala že leta 1983, a so jo prekinili zaradi smrti Nejca Zaplotnika.
- 28. 7. 1986 Broad Peak, 8047 m, klasična smer;
- 4. 8. 1986 Gašerbrum II, 8035 m, klasična smer, v alpskem slogu;
- 5. 11. 1988 Čo Oju, 8201 m, severna stena, prvenstvena smer;
- 30. 4. 1989 Lotse, 8516 m, klasična smer;
- 10. 5. 1989 Mount Everest, 8848 m, klasična smer;
- 20. 10. 1989 Šiša Pangma, 8046 m, južna stena, delno prvenstvena smer;
- 1. 5. 1991 Kangčendzenga, 8586 m, klasična smer;
- 13. 6. 1993 K2, 8611 m, klasična smer;
- 10. 10. 2001 Čo Oju, 8201 m, klasična smer, prvi slovenski smučarski spust z vrha te gore in najvišji slovenski osemtisočak, presmučan brez uporabe dodatnega kisika; policijska odprava.

Na vse vrhove razen Makaluja, Everesta in Kangčendzenge se je povzpel brez uporabe dodatnega kisika.

## Vzponi na najvišje vrhove celin
Grošelj je prvi Slovenec, ki se je povzpel na najvišje vrhove vseh celin, in šestintrideseti na svetu. Projekt je dokončal v 23 letih.
- Evropa: Mont Blanc, 4807 m, 7. avgust 1974;
- Afrika: Kilimandžaro, 5895 m, 9. avgust 1985, prvenstvena smer;
- Južna Amerika: Aconcagua, 6959 m, 11. februar 1986;
- Severna Amerika: Mount McKinley, 6194 m, 10. maj 1987, spust s smučmi;
- Avstralija: Mount Kosciuszko, 2226 m, 15. januar 1988;
- Azija: Mount Everest, 8848 m, 10. maj 1989;
- Elbrus, 5642 m, 14. maj 1990, spust s smučmi
- Oceanija: Carstenszova piramida, 4884 m, 12. september 1995;
- Antarktika: Mount Vinson, 4892 m, 5. januar 1997, spust s smučmi.

## Smučanje na višinah od 0 do preko 8000 metrov
S projektom na smučeh od 0 do 8000 metrov se je Grošelj ukvarjal 30 let. Zaključil ga je julija 2002 s smučarskim spustom s 7134 m visokega Pik Lenina v Pamirju. Celoten projekt je opisal v knjigi Na smučeh od 0 do 8000 metrov. 
- 0 m: potovanje na smučeh na severni tečaj,
- 0–1000 m: prečenje Finske na smučeh,
- 1000–3000 m: smučanje z vrhov gorske verige Patriot na Antarktiki in prvenstveno po severni steni Krna,
- 3000–4000 m: smučanje z Grand Montetsa, s sedla Tour Noire v Franciji ...
- 4000–5000 m: smučanje z najvišjega vrha Antarktike, Mount Vinsona,
- 5000–6000 m: smučanje z najvišjega vrha Evrope, Elbrusa,
- 6000–7000 m: smučanje z najvišjega vrha Severne Amerike (Denalija), Dzavaparija II in Dzavaparija I v Himalaji,
- 7000–8000 m: smučanje s Pika Lenina v Kirgistanu,
- nad 8000 m: smučanje s Čo Oja, šeste najvišje gore sveta.

Za zaključek projekta se je Grošelj odločil, da bo še v Sloveniji poskusil preseči višino 8000 metrov. To je naredil s poletom z balonom. Z balonarjem Avijem Šornom sta hkrati postavila slovenski višinski balonarski rekord.

## Nagrade in priznanja
- Bloudkova nagrada: Grošelj jo je skupaj z ekipo prejel dvakrat. Leta 1975 jo je prejela VI. Jugoslovanska alpinistična himalajska odprava za osvojitev gore Makalu. Leta 1979 pa Jugoslovanska alpinistična odprava – Everest 79 za osvojitev najvišje gore sveta po novi smeri.
- Zlata zvezda zaslug za narod: z njo je bila odlikovana ekipa za vzpon na Everest leta 1979
- Najboljša športna ekipa Jugoslavije: za vzpon na Everest leta 1979
- Bloudkova plaketa: leta 1984, za vrhunske dosežke v alpinizmu in pedagoško delo na tem področju.
- Priznanje Planinske zveze Slovenije: za najuspešnejšega smučarja za leto 2001. Prejel ga je za spust z 8201 meter visokega Čo Oja.
- Častni znak svobode Republike Slovenije: maja 2002, za izjemne alpinistične dosežke, pomembne tudi za promocijo Slovenije v svetu, in posebej za delo z mladimi ter prispevek h gorskemu reševanju.
- Posebno priznanje Planinske zveze Slovenije: leta 2009, za požrtvovalno in izkazano pomoč pri koordinaciji najtežjih reševanj članov Planinske zveze Slovenije v Himalaji (leta 2005 je npr. vodil in koordiniral uspešno reševanje Tomaža Humarja iz južne stene pakistanskega osemtisočaka Nanga Parbat).
- kot prvi Slovenec (2023) uvrščen na seznam "Rock & Ice Stars", ki ga je po svojih merilih zasnoval Reinhold Messner

## Literarno delo
Viki Grošelj je avtor trinajstih knjig in soavtor več kot dvajsetih. Med drugimi tudi knjige Seven Summits leta 2000, katere avtor je britanski alpinist Steve Bell, in knjige italijanskega alpinista Reinholda Messnerja Die Grossen Wände, ki je istega leta izšla pri nemški založbi BLW. Ti dve sta še posebej proslavili slovenski alpinizem in njegove dosežke v svetu. Messner pripisuje Slovencem kar osem od dvaintridesetih največjih dosežkov v velikih stenah Himalaje ob koncu drugega tisočletja. Grošelj je objavil tudi številne članke v naših in tujih revijah ter časopisih. V svojih knjigah poleg alpinističnega dela odprav opiše tudi pokrajino, v kateri se osvojene gore nahajajo, zgodovino te dežele in v kakšnih razmerah danes živijo ljudje.

### Prehodil bi svet za en sam nasmeh
V knjigi Prehodil bi svet za en sam nasmeh je opisal projekt najvišji vrhovi celin in okoliščine svojih alpinističnih dosežkov. Na Mont Blanc je splezal leta 1974 po Brownovi novi smeri v Aguille de Plan, kjer je štiri leta prej umrl njegov brat Silvo. Leta 1975 je bil Grošelj izbran v šesto jugoslovansko odpravo v Himalajo, s katero so se povzpeli na Makalu. To je bil prvi osvojeni jugoslovanski osemtisočak. Spomladi leta 1979 je sledila odprava na Mount Everest. Ta je bila uspešna, kljub temu da Grošlju ni uspelo priti do vrha. Leta 1985 sta se z Danilom Cedilnikom – Denom pridružila reškim planincem, ki so odhajali v Afriko na treking in se medtem povzpela na najvišji vrh te celine. Leta 1986 se je pridružil skupini planincev in izletnikov, ki je pod vodstvom Janeza Pretnarja za pet tednov odhajala na potepanje po Čilu, Argentini in Peruju. Med tem izletom so se povzpeli na Aconcaguo. Leta 1987 sta se s Tomažem Jamnikom odpravila na najvišji vrh Severne Amerike, a je zaradi Tomaževe bolezni na vrh prišel le Grošelj. Po vseh teh vzponih in po vseh do takrat prehojenih osemtisočakih se je leta 1988 povzpel še na najvišji vrh Avstralije, Mount Kosciusko, ki je najnižji in najlažje dostopen izmed vseh najvišjih vrhov celin.

### Na smučeh od 0 do 8000 metrov
V knjigi je opisal svoj istoimenski projekt. Na poglavja je razdeljena glede na nadmorsko višino, s katere je smučal. Na nadmorski višini nič metrov je na smučeh potoval na severni tečaj. Poleg Grošlja so se potovanja udeležili še Stane Klemenc, Rafko Vodišek in Stipe Božić. Vseh 80 km so vso opremo vlekli za sabo na saneh. Na tečaj so dospeli po štirih dneh smučanja, točno lego severnega tečaja pa so določili s pomočjo GPS-a.
Med nič in tisoč metri je opravil prečenje Finske na smučeh. Udeležil se je organiziranega tekmovanja na smučeh, ki ga prirejajo finski smučarski zanesenjaki. Udeleženci v sedmih dneh na tekaških smučeh prečijo Finsko od meje z Rusijo na vzhodu do meje s Švedsko na zahodu, kar znese 450 kilometrov. Dnevne etape so dolge od 45 do 75 kilometrov, tek pa nima tekmovalnega značaja.
Nad tisoč in dva tisoč metri je v naših in tujih gorah opravil veliko zahtevnih spustov. Najlepše smučanje v višinah nad 1000 metrov pa je doživel leta 1997 na Antarktiki. Nekaj dni po vzponu na Mount Vinson so izkoristili za spuste z vrhov gorske verige Patriot. Tu so opravili tudi spuste z višine nad 2000 metrov. Pri tem so bili tudi prvi, ki so stopili na te vrhove, zato so jim lahko dali ime. Poimenovali so jih Slovenija, Hrvaška, Matija in Slovenica. Dolgo časa si je Grošelj ogledoval severno steno Krna, katere ni še nihče presmučal. Njemu je to uspelo leta 1988.
Nad tri tisoč metri je s spusti nadaljeval v visokih gorah Evrope. Leta 1978 so v francoski šoli smučanja in alpinizma opravili nekaj spustov z gora nad Chamonixem, npr. z več kot 3200 metrov visokega Grand Montetsa … Istega leta se je udeležil tudi 30 km dolgega tekaškega tekmovanja Glocknerlauf, ki poteka pod Grossglocknerjem.
Nad štiri tisoč metri je smučal z najvišjega vrha Antarktike, Mount Vinsona. Grošelj se je na vrh Mount Vinsona skupaj s tremi soplezalci povzpel po 2500 metrov visoki južni steni, ki v najvišjem delu do takrat še ni bila preplezana. Novo smer so poimenovali Slovenska.  S tem je bil osvojen zadnji od najvišjih vrhov celin za Slovenijo, pa tudi za Hrvaško, saj je z Grošljem plezal tudi hrvaški alpinist Stipe Božić. Grošelj se je z vrha spustil na smučeh.
Nad pet tisoč metri je smučal z najvišjega vrha Evrope, Elbrusa. Grošelj je bil za ta vzpon sprejet na razpisu planinske zveze Vojvodine. Nad šest tisoč metri je smučal z najvišjega vrha Severne Amerike, Denalija. Na tej višini je smučal tudi v Himalaji: s 6386 metrov visokega Dzavaparija II in 6490 metrov visokega Dzavaparija I. Leta 1987 se je povzpel na najvišji vrh Severne Amerike McKinley – Denali. Na vrh je splezal po skoraj 2000 metrov visoki steni in se na smučeh spustil z njega. 
Nad sedem tisoč metri je smučal s Pika Lenina v Kirgistanu, ko je bil del 15-članske odprave. Nad osem tisoč metri pa je med policijsko odpravo smučal s Čo Oja. V Himalaji je sicer prvič smučal med odpravo na Kangčendzengo.

### Velikani Himalaje
V letih od 2005 do 2013 je Grošelj v sodelovanju s TV Slovenija pripravil dokumentarno TV-serijo Velikani Himalaje, v kateri predstavlja štirinajst vrhov našega planeta, ki segajo več kot 8000 metrov visoko, in zgodovino plezanja nanje. TV-serijo dopolnjuje knjiga Velikani Himalaje, ki je posvečena 21 slovenskim alpinistom, ki so ostali na Himalaji in še trem alpinistom iz drugih držav, ki so bili v odpravah skupaj s slovenskimi alpinisti in so tudi ostali na gori. V njej so opisani vsi prvi pristopi na osemtisočake in vsi pomembnejši pristopi v preteklih letih. Predstavljeni pa so tudi vsi slovenski pristopi oz. vse uspešne in neuspešne slovenske odprave na osemtisočake ter vse tuje odprave, v katerih so sodelovali slovenski alpinisti. Slovenci smo kot deveta država sveta zaključili načrt 14 x 8000 (povzpeli smo se na vseh 14 osemtisočakov).